# Xanthoparmelia paraparmeliformis
Xanthoparmelia paraparmeliformis är en lavart som beskrevs av Elix. Xanthoparmelia paraparmeliformis ingår i släktet Xanthoparmelia och familjen Parmeliaceae.   Inga underarter finns listade i Catalogue of Life.